# Station Jaderberg
Station Jaderberg (Haltepunkt Jaderberg) is een spoorweghalte in de Duitse plaats  Jaderberg, in de gemeente Jade in de deelstaat deelstaat Nedersaksen. Het station ligt aan de spoorlijn Oldenburg - Wilhelmshaven. Het station telt twee perronsporen, aan een eilandperron. Op het station stoppen alleen treinen van de NordWestBahn.
Het oorspronkelijke station werd in de jaren 60 gesloten. Op 14 juni 2020 werd Jaderberg als Haltepunkt heropend. Het ligt aan de Vareler Straße aan de noordkant van het dorp.

## Treinverbindingen
De volgende treinseries doen Haltepunkt Jaderberg aan:
| Serie | Treinsoort                      | Route                                                                             | Bijzonderheden         |
| ----- | ------------------------------- | --------------------------------------------------------------------------------- | ---------------------- |
| RE 18 | Regional-Express (NordWestBahn) | Wilhelmshaven Hbf – Oldenburg (Oldb) Hbf – Cloppenburg – Bramsche – Osnabrück Hbf |                        |
| RE 19 | Regional-Express (NordWestBahn) | Wilhelmshaven Hbf – Oldenburg (Oldb) Hbf – Hude – Delmenhorst – Bremen Hbf        | Enkele treinen per dag |